# Ácidos nicotínicos

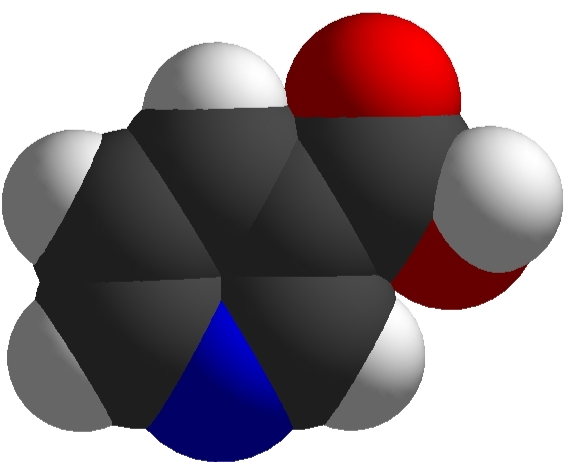
Modelo de llenado espacial del ácido nicotínico.

El ácido nicotínico, también conocido como niacina, es un compuesto orgánico y un vitámero de la vitamina B3, un nutriente esencial crucial para la salud humana. Puede ser sintetizado por plantas y animales a partir del aminoácido triptófano.
El ácido nicotínico también se utiliza como medicamento recetado para tratar trastornos lipídicos. En dosis mucho más altas que las necesarias para fines nutricionales, reduce los triglicéridos y el colesterol de lipoproteína de baja densidad (LDL-C) en sangre, mientras aumenta el colesterol de lipoproteína de alta densidad (HDL-C, conocido como colesterol «bueno»). Está disponible en formulaciones de liberación inmediata y sostenida, con dosis iniciales generalmente de 500 mg/día, que se incrementan gradualmente hasta 3000 mg/día para la forma de liberación inmediata o 2000 mg/día para la de liberación sostenida. Sin embargo, a pesar de sus efectos en el perfil lipídico, no se ha demostrado que el ácido nicotínico reduzca el riesgo de enfermedad cardiovascular en pacientes que ya reciben tratamiento con estatinas. Una revisión de 2010 concluyó con que el ácido nicotínico era efectivo si se toma solo, pero otra revisión de 2017 encontró que, aunque el ácido nicotínico modifica los niveles lípidos, no reduce la mortalidad por todas las causas, la mortalidad cardiovascular, los infartos de miocardio ni los accidentes cerebrovasculares. Además, está asociado con riesgos como hepatotoxicidad y un mayor riesgo de desarrollar diabetes tipo 2. En los Estados Unidos, las prescripciones de ácido nicotínico alcanzaron un máximo de 9.4 millones en 2009, pero disminuyeron a 800 000 en 2020.
Con la fórmula química C
6H
5NO
2, el ácido nicotínico es un ácido piridincarboxílico. Como precursor del dinucleótido de nicotinamida y adenina (NAD) y del fosfato de dinucleótido de nicotinamida y adenina (NADP), desempeña un papel crucial en la reparación del ADN.
El ácido nicotínico ha sido detectado en fuentes extraterrestres, incluyendo condritas carbonáceas y muestras de los asteroides 162173 Ryugu y 101955 Bennu.

## Definición
El término «niacina» se derivó de «vitamina del ácido nicotínico» para distinguirlo de la nicotina presente en el tabaco. Originalmente, se refería a la vitamina B3 como nutriente. En el inglés estadounidense, «niacina» también designa el ácido nicotínico en dosis altas utilizado como medicamento recetado. En otras variantes del inglés, el medicamento se denomina exclusivamente «ácido nicotínico». El término «ácido nicotínico» se refiere a la sustancia y medicina que trata la hiperlipidemia (colesterol y triglicéridos elevados) con dosis diarias de 500 a 3000 mg. La nicotinamida en dosis altas, otro vitámero de la vitamina B3, no tiene este efecto médico.
La vitamina B3 incluye varios vitámeros, como el ácido nicotínico y la nicotinamida, que pueden sustituirse mutuamente. Actúa como precursor de los coenzimas dinucleótido de nicotinamida y adenina (NAD) y fosfato de dinucleótido de nicotinamida y adenina (NADP), coenzimas de muchas deshidrogenasas y participan en numerosos procesos de transferencia de hidrógeno. El NAD es crucial para el catabolismo de grasas, carbohidratos, proteínas y alcohol, así como para la señalización celular y la reparación del ADN, mientras que el NADP participa principalmente en el anabolismo, como la síntesis de ácidos grasos y colesterol. Las ingestas dietéticas recomendadas de 14–18 mg/día son suficientes para adultos sanos, según lo establecido por varios países. Tanto el ácido nicotínico como la nicotinamida se utilizan para prevenir y tratar la pelagra, una enfermedad por deficiencia caracterizada por dermatitis, diarrea y demencia.

## Suplemento dietético
En los Estados Unidos, el ácido nicotínico está disponible como suplemento dietético sin receta en dosis de 100 a 1,000 mg por porción. Estos suplementos suelen incluir declaraciones de salud de estructura/función, como «Apoya un perfil lipídico sanguíneo saludable», según lo permite la Administración de Alimentos y Medicamentos de los Estados Unidos (FDA). La Asociación Estadounidense del Corazón desaconseja el uso de suplementos de ácido nicotínico como sustituto de las formas recetadas debido a posibles efectos secundarios graves y a una regulación menos estricta de la FDA en la fabricación de suplementos. Dosis superiores a 30 mg pueden causar rubor cutáneo, caracterizado por enrojecimiento, calor y picazón en la cara, brazos y pecho debido a la vasodilatación de pequeños vasos sanguíneos subcutáneos. Este efecto transitorio, que dura de minutos a horas, se considera generalmente desagradable pero no tóxico.

## Medicamento
El ácido nicotínico recetado, a menudo etiquetado como niacina en los EE. UU., está disponible en formulaciones de liberación inmediata y de liberación sostenida para tratar principalmente la hiperlipidemia primaria y la hipertrigliceridemia. Puede usarse solo o en combinación con otros medicamentos hipolipemiantes. El tratamiento suele comenzar con 500 mg/día, con incrementos graduales hasta 3000 mg/día (liberación inmediata) o 2,000 mg/día (liberación sostenida) para lograr los cambios lipídicos deseados, incluyendo una reducción del LDL-C y los triglicéridos y un aumento del HDL-C. Las prescripciones en los EE. UU. alcanzaron un máximo de 9,4 millones en 2009, pero cayeron a 800 000 en 2020.
A pesar de estos efectos, revisiones sistemáticas indican que no se reduce la mortalidad por todas las causas, la mortalidad cardiovascular, los infartos de miocardio ni los accidentes cerebrovasculares en pacientes tratados con estatinas. Los efectos secundarios reportados incluyen un mayor riesgo de diabetes tipo 2.

### Mecanismos
El ácido nicotínico reduce el colesterol de lipoproteína de baja densidad (LDL-C), el colesterol de lipoproteína de muy baja densidad (VLDL-C), la lipoproteína(a) y los triglicéridos, mientras aumenta el colesterol de lipoproteína de alta densidad (HDL-C). Estos efectos terapéuticos lípidos están mediados en parte por la activación de receptores acoplados a proteína G, incluyendo el receptor de ácido hidroxicarboxílico 2 (HCA2) y el receptor de ácido hidroxicarboxílico 3 (HCA3), que se expresan altamente en el tejido adiposo. Estos receptores inhiben la producción de adenosín monofosfato cíclico (AMPc), reduciendo la liberación de ácidos grasos libres (AGL) del tejido adiposo, lo que limita su disponibilidad para la síntesis hepática de lípidos circulantes. La reducción de AGL también suprime la expresión hepática de apolipoproteína C3 y el coactivador-1β de PPARγ, aumentando la rotación de VLDL-C y disminuyendo su producción. El ácido nicotínico inhibe directamente la diacilglicerol O-aciltransferasa 2 (DGAT2), una enzima clave en la síntesis de triglicéridos.
El mecanismo encargado del aumento del HDL-C del ácido nicotínico no se comprende completamente, pero involucra múltiples mecanismos. El ácido nicotínico eleva los niveles de apolipoproteína A1 al inhibir su degradación, un componente clave de las partículas de HDL. También inhibe la captación hepática de HDL-C al suprimir el gen de la proteína de transferencia de ésteres de colesterol (CETP). Además, estimula el transportador ABCA1 en monocitos y macrófagos y regula al alza el receptor activado por proliferadores de peroxisomas gamma, promoviendo el transporte inverso de colesterol.

### Combinado con estatinas
El ácido nicotínico de liberación prolongada se combinó anteriormente con lovastatina (Advicor) y simvastatina (Simcor) como combinaciones de medicamentos recetados, aprobadas por la FDA en 2001 y 2008, respectivamente. Ensayos clínicos posteriores mostraron que no había beneficios cardiovasculares adicionales al agregar ácido nicotínico a la terapia con estatinas. En 2016, la FDA retiró la aprobación para ambas combinaciones. La razón alegada fue la siguiente: «Basándose en la evidencia colectiva de varios grandes ensayos de resultados cardiovasculares, la Agencia ha concluido que la totalidad de la evidencia científica ya no apoya la conclusión de que una reducción inducida por el fármaco en los niveles de triglicéridos y/o un aumento en los niveles de colesterol HDL en pacientes tratados con estatinas resulta en una reducción del riesgo de eventos cardiovasculares».. El fabricante posteriormente descontinuó estos medicamentos.

### Contraindicaciones
El ácido nicotínico recetado, tanto de liberación inmediata (Niacor) como de liberación prolongada (Niaspan), está contraindicado en personas con hepatopatía activa o antecedentes de esta, debido al riesgo de insuficiencia hepática grave y potencialmente fatal, especialmente con Niaspan. También está contraindicado en personas con úlcera péptica u otros trastornos hemorrágicos, ya que reduce el conteo de plaquetas y afecta la coagulación sanguínea. No se recomienda su uso durante el embarazo debido a datos insuficientes sobre seguridad en ensayos humanos, y está contraindicado en mujeres lactantes, ya que el ácido nicotínico se excreta en la leche materna con efectos desconocidos en los lactantes. Las altas dosis de ácido nicotínico no han sido probadas ni aprobadas para niños menores de 16 años.

### Efectos adversos
Los efectos adversos comunes del ácido nicotínico medicinal (500–3000 mg) incluyen rubor (calor, enrojecimiento, picazón o hormigueo en la cara, cuello y pecho), dolor de cabeza, dolor abdominal, diarrea, dispepsia, náuseas, vómitos, rinitis, prurito y erupción cutánea. Estos pueden minimizarse comenzando con dosis bajas, aumentando gradualmente la dosis y evitando su suministro en ayunas.
La terapia con dosis altas (1–3 g/día), comúnmente utilizada para la hiperlipidemia, puede causar efectos agudos como hipotensión, fatiga, intolerancia a la glucosa, resistencia a la insulina, acidez estomacal, visión borrosa y edema macular. El uso prolongado (≥750 mg/día) está asociado con insuficiencia hepática, hepatitis e insuficiencia hepática aguda, particularmente con formas de liberación sostenida. Las dosis iguales o mayores a 2 gramos por día por un tiempo prolongado aumentan significativamente el riesgo de hemorragia cerebral, accidente cerebrovascular isquémico, ulceración gastrointestinal, hemorragia gastrointestinal, diabetes, dispepsia y diarrea.

#### Rubor
El rubor implica una vasodilatación a corto plazo de las arteriolas cutáneas, causando enrojecimiento, que generalmente dura de 15 a 30 minutos, pero puede persistir durante semanas. Afecta principalmente la cara, pero puede extenderse al cuello y pecho, impulsado por la dilatación de vasos sanguíneos debido a niveles elevados de prostaglandina D2 (PGD2) y serotonina. A menudo se pensaba que el rubor estaba relacionado con la histamina, pero se ha demostrado que ésta no interviene en la reacción. Puede ir acompañado de una sensación de pinchazo o picazón, especialmente en áreas cubiertas por ropa.
El rubor puede mitigarse alterando la vía mediada por prostaglandinas. Tomar aspirina o ibuprofeno 30 minutos antes del ácido nicotínico, consumirlo con comidas o usar formulaciones de liberación sostenida reduce este efecto. La tolerancia se desarrolla después de varias semanas de dosificación constante, a menudo eliminando el rubor. Se han desarrollado formas de ácido nicotínico de liberación lenta o «sostenida» para reducir estos efectos secundarios. La nicotinamida y el nicotinato de inositol son formas de vitamina B3 sin rubor, aunque la eficacia del nicotinato de inositol es cuestionable.

#### Daño hepático
Las dosis medicinales de ácido nicotínico pueden causar elevaciones modestas en las transaminasas séricas y la bilirrubina no conjugada, biomarcadores de lesión hepática, que generalmente se resuelven con el uso continuado. Sin embargo, las formulaciones de liberación sostenida pueden ocasionar, en raras ocasiones, hepatotoxicidad grave, con síntomas como náuseas, vómitos, dolor abdominal, ictericia y prurito que aparecen en días o semanas. Esto se atribuye a la toxicidad directa por niveles séricos elevados de niacina. Reducir la dosis o cambiar a formas de liberación inmediata a menudo resuelve los síntomas, aunque en casos raros puede progresar a insuficiencia hepática.

#### Diabetes
El ácido nicotínico en dosis altas para la hiperlipidemia puede elevar la glucosa en ayunas en personas con diabetes tipo 2. La terapia con altas dosis de ácido nicotínico de uso prolongado también está asociado al aumento del riesgo de diabetes tipo 2 de inicio reciente.

#### Otros efectos adversos
Las dosis altas pueden causar maculopatía, un engrosamiento reversible de la mácula y la retina que lleva a visión borrosa o ceguera, que se resuelve al suspender el medicamento. El ácido nicotínico de liberación sostenida (Niaspan) está asociado con una reducción en el conteo de plaquetas y un aumento modesto en el tiempo de protrombina.

## Farmacología

### Farmacodinámica
La activación del HCA2 proporciona beneficios adicionales más allá de las concentraciones séricas de colesterol y triglicéridos, también tiene efectos antioxidantes, antiinflamatorios y antitrombóticos, mejora de la función endotelial y estabilidad de la placa, todos los cuales pueden contrarrestar la progresión de la aterosclerosis.
El ácido nicotínico inhibe las enzimas del citocromo P450 CYP2E1, CYP2D6 y CYP3A4. La niacina eleva la bilirrubina no conjugada sérica en individuos sanos y en aquellos con síndrome de Gilbert, con efectos más pronunciados y prolongados en este último, lo que lo convierte en una herramienta diagnóstica para esta condición.

### Farmacocinética
El ácido nicotínico y la nicotinamida se absorben rápidamente en el estómago y el intestino delgado mediante difusión dependiente de sodio y pasiva. La absorción permanece casi completa incluso en dosis altas (3–4 g), a diferencia de algunas vitaminas. Una dosis de 1 g alcanza concentraciones plasmáticas máximas de 15–30 μg/mL en 30–60 minutos. Aproximadamente el 88% de una dosis farmacológica se excreta renalmente como ácido nicotínico sin cambios o su metabolito, ácido nicotinúrico, con una vida media de eliminación plasmática de 20–45 minutos.
El ácido nicotínico y la nicotinamida se convierten en el coenzima NAD, que puede fosforilarse a NADP por la NAD+ quinasa. Los órganos con alta demanda energética (por ejemplo, el cerebro) o alta rotación (por ejemplo, intestino, piel) son más susceptibles a la deficiencia. En el hígado, la nicotinamida se almacena como NAD, se hidroliza a ácido nicotínico o nicotinamida para su distribución tisular y se reconvierte en NAD como cofactor de enzimas, según sea necesario. El exceso de ácido nicotínico se metila a N1-metilnicotinamida (NMN) y se excreta en la orina como NMN o sus metabolitos oxidados, N1-metil-2-piridona-5-carboxamida y N1-metil-4-piridona-3-carboxamida (2PY y 4PY). Niveles urinarios bajos de estos metabolitos indican deficiencia de niacina.

## Producción

### Biosíntesis

Biosíntesis del ácido nicotínico, serotonina y melatonina a partir del triptófano.

Además de absorber la niacina de la dieta, el ácido nicotínico puede sintetizarse a partir del aminoácido esencial triptófano, un proceso de cinco pasos cuyo penúltimo compuesto es el ácido quinolínico (véase la imagen). Algunas bacterias y plantas utilizan el ácido aspártico en una vía que también conduce al ácido quinolínico. Para los seres humanos, la eficacia de la conversión se estima en 60 mg de triptófano para producir 1 mg de niacina. Para el proceso se necesitan riboflavina, vitamina B6 y hierro. La pelagra es consecuencia de una dieta en la que predomina el maíz, ya que la niacina del maíz es poco biodisponible y las proteínas del maíz son bajas en triptófano en comparación con las proteínas del trigo y el arroz.

### Síntesis industrial
El ácido nicotínico se sintetizó por primera vez en 1867 mediante la oxidación de nicotina con cromato de potasio y ácido sulfúrico, de donde deriva su nombre. La producción moderna implica la hidrólisis de nicotinonitrilo, producido por la oxidación de 3-picolina. La oxidación puede realizarse con aire, pero la amoxidaciónes más eficaz. En este último proceso, el nicotinonitrilo se produce por ammoxidación de 3-metilpiridina. A continuación, se utiliza la nitrilohidratasa para catalizar el nicotinonitrilo a nicotinamida, que puede venderse directamente o convertirse en ácido nicotínico. Alternativamente, el 5-etil-2-metil-piridina se sintetiza a partir de amoníaco, ácido acético y paraldehído y se oxida a ácido nicotínico. Se están explorando catalizadores más ecológicos, como aluminofosfatos sustituidos con manganeso con peroxiborato de acetilo, para reducir las emisiones de óxidos de nitrógeno.
La producción global, principalmente para alimentación animal y fortificación de alimentos, alcanzó 31 000 toneladas de nicotinamida en 2014.

### Impacto climático
La producción de ácido nicotínico genera óxido nitroso, un potente gas de efecto invernadero. En 2018, una fábrica de ácido nicotínico en Visp, Suiza, contribuyó aproximadamente con el 1% de las emisiones de gases de efecto invernadero del país. La tecnología de depuración catalítica instalada en 2021 redujo significativamente estas emisiones.

## Química
Este sólido incoloro y soluble en agua es un derivado de la piridina con un grupo carboxilo (COOH) en la posición 3. Otra forma de la vitamina B3, la amida nicotinamida, reemplaza el grupo carboxilo por un grupo carboxamida (CONH
2).

## Preparaciones
El ácido nicotínico recetado está disponible como de liberación inmediata (Niacor, tabletas de 500 mg) o de liberación prolongada (Niaspan, tabletas de 500 y 1000 mg). El recubrimiento de Niaspan retrasa la liberación durante 8–12 horas, reduciendo la vasodilatación y el rubor, pero aumentando el riesgo de hepatotoxicidad en comparación con las formas de liberación inmediata.
Los preparados de ácido nicotínico de venta con receta en combinación con estatinas (descatalogados) se describen más arriba. En Europa se había aprobado el uso de una combinación de niacina y laropiprant, comercializada con el nombre de Tredaptive. El laropiprant es un fármaco fijador de la prostaglandina D2 que ha demostrado reducir los efectos secundarios de vasodilatación y sofocos inducidos por la niacina. Un ensayo clínico no demostró eficacia adicional del Tredaptive para reducir el colesterol cuando se utilizaba junto con otras estatinas, pero sí un aumento de otros efectos secundarios. El estudio dio lugar a la retirada del Tredaptive del mercado internacional.

## Historia
La niacina, como compuesto químico, fue descrita por primera vez por el químico Hugo Weidel en 1873 en sus estudios sobre la nicotina, pero esto se produjo muchos años antes de que existiera el concepto de componentes alimentarios esenciales para la vida distintos de las proteínas, las grasas y los hidratos de carbono. Al principio, la nomenclatura de las vitaminas era alfabética, y Elmer McCollum las denominaba liposolubles A e hidrosolubles B. Con el tiempo, se aislaron y numeraron ocho vitaminas B hidrosolubles químicamente distintas, y la niacina se denominó vitamina B3.
El maíz se convirtió en un alimento básico en el sureste de Estados Unidos y en algunas partes de Europa. En 1735, Gaspar Casal describió en España una enfermedad caracterizada por la dermatitis de la piel expuesta al sol. Atribuyó la causa a una dieta inadecuada. En el norte de Italia recibió el nombre de «pelagra», de la lengua lombarda (agra = parecido al acebo o al suero; pell = piel). Con el tiempo, la enfermedad se relacionó más estrechamente con el maíz. En Estados Unidos, el Cirujano General encargó a Joseph Goldberger el estudio de la pelagra. Sus estudios confirmaron que la dieta a base de maíz era la culpable, pero no identificó la causa principal.
El bioquímico Conrad Elvehjem extrajo el ácido nicotínico del hígado en 1937. Más tarde identificó el principio activo y se refirió a él como «factor preventivo de la pelagra» y «factor antilengua negra». También se le denominó «vitamina PP», «vitamina P-P» y «factor PP», todos ellos derivados del término «factor preventivo de la pelagra». A finales de la década de 1930, los estudios de Tom Douglas Spies, Marion Blankenhorn y Clark Cooper confirmaron que el ácido nicotínico curaba la pelagra en humanos. Gracias a ello, la prevalencia de la enfermedad se redujo considerablemente. El ácido nicotínico se sintetizó inicialmente oxidando la nicotina con cromato de potasio y ácido sulfúrico. Por ello, en 1942, cuando comenzó el enriquecimiento de la harina con ácido nicotínico, un titular de la prensa popular decía «Tabaco en su pan». En respuesta, el Consejo de Alimentación y Nutrición de la Asociación Médica Estadounidense aprobó los nuevos nombres de niacina y amida de niacina del Consejo de Alimentación y Nutrición para su uso principalmente por personas no científicas. Se consideró apropiado elegir un nombre que disociara el ácido nicotínico de la nicotina, para evitar la percepción de que las vitaminas o los alimentos ricos en niacina contienen nicotina, o que los cigarrillos contienen vitaminas. El nombre resultante, niacina, derivaba de «nicotinic acid» + «vitamin».
Carpenter descubrió en 1951, que la niacina en el maíz no está biológicamente disponible, y sólo puede ser liberada en agua de cal muy alcalina de pH 11. Esto explica por qué una cultura latinoamericana que utilizaba harina de maíz tratada con álcali para hacer tortilla no corría riesgo de deficiencia de niacina. La explicación moderna es que el tratamiento con álcali aumenta la biodisponibilidad del triptófano, no directamente para cualquier forma de la vitamina.: §5.2 
En 1955, Altschul y sus colegas describieron que grandes cantidades de ácido nicotínico tenían propiedades hipolipemiantes. Como tal, la niacina es el fármaco hipolipemiante más antiguo que se conoce. La lovastatina, el primer fármaco «estatina», se comercializó por primera vez en 1987.

## Presencia extraterrestre
El ácido nicotínico ha sido detectado en condritas carbonáceas y muestras de los asteroides 162173 Ryugu y 101955 Bennu. La tabla a continuación resume las concentraciones de los vitámeros de la vitamina B3 en estas fuentes.
| Asteroide    | Ácido nicotínico   | Nicotinamida |
| ------------ | ------------------ | ------------ |
| 101955 Bennu | 0.43 nmol/g        | No reportado |
| 162173 Ryugu | 0.40 nmol/g, 99ppb | No reportado |
| Meteorito    | Ácido nicotínico   | Nicotinamide |
| Orgueil      | 715ppb             | 214ppb       |
| Murray       | 626ppb             | 65ppb        |
| Murchison    | 2.4 nmol/g, 190ppb | 16ppb        |
| Tagish Lake  | 108ppb             | 5ppb         |

## Compuestos químicos
Los ácidos nicotínicos y su nicotinamida amida son las formas comunes de la vitamina-B niacina. Fuera del campo de la nutrición, el término "nicotínico" es a veces utilizado para referir a una familia más amplia de compuestos, incluyendo: 
- Arecolina
- nicotinamida
- Nicorandil
- Niketamida
- Nimodipina
- Trigonelina

| Niacina | Nimodipina | Arecolina | Trigonelina |
| ------- | ---------- | --------- | ----------- |
|         |            |           |             |